# Xylotrechus liciatulus
Xylotrechus liciatulus är en skalbaggsart som beskrevs av Holzschuh 2006. Xylotrechus liciatulus ingår i släktet Xylotrechus och familjen långhorningar. Inga underarter finns listade i Catalogue of Life.